# Corymbia eximia
Corymbia eximia o el palo de sangre amarillo  (yellow bloodwood) (también conocido como Eucalyptus eximia) es un "bloodwood" nativo de Nueva Gales del Sur. Crece cerca de Sídney con frecuencia en áreas de alta pluviosidad o en suelos de arenisca superficiales, en áreas propensas a incendios.

## Características
Es un árbol atractivo de hasta 20 metros de alto. Las hojas son verde grisáceas, anchas y venosas. Con una vena central prominente elevada. La corteza es de color gamuza amarillenta, escamosa, áspera y algo teselada. Las flores amarillas o cremosas se forman en invierno, a veces se usan en arreglos florales. Las nueces de eucalipto (Gumnuts) en la típica forma de urna de la mayoría de los palos de sangre. Las semillas sin alas.

## Taxonomía
Corymbia calophylla fue descrita por (Schauer) K.D.Hill & L.A.S.Johnson y publicado en Telopea 6: 383. 1995.
Sinonimia
- Eucalyptus elongata Link
- Eucalyptus eximia Schauer	[2]